# Рурска област
Рурска област (  или скраћено, Ruhrpott) је урбана област немачке државе Северна Рајна-Вестфалија, у којој се налази пуно великих индустријских градова. Рурска област се простире до реке Рур на југу, Рајне на западу и реке Лине на северу, док се на југозападу област граничи са Бергишком (Bergisches Land). Рурска област, са око 5,3 милиона становника, је део веће, Рајнско-Рурске метрополитанске области, која има више од 12 милиона житеља.
Гледајући са запада на исток, област укључује градове Дуизбург, Оберхаузен, Ботроп, Милхајм на Руру, Есен, Гелзенкирхен, Бохум, Херне, Хам, Хаген и Дортмунд, као и делове руралних дистриката Весел, Реклингхаузен, Уна и Енепе-Рур. Ови дистрикти су прерасли у велики комплекс формирајући индустријски предео јединствених размера, на коме живи око 5,3 милиона људи што га сврстава на четврто место највећих урбаних области у Европи после Москве, Лондона и Париза (видети такође: Истанбул). Рурска област се често грешком приказује као самостална област, јер многе мапе не показују границе градова.

## Историја
Област је махом била стециште малих градића и већих села, све док се није десила Индустријска револуција. Тада су ови простори економски почели да јачају нарочито због природног богатства угљем и производње челика. Како је тражња за угљем опала после 1960, област је прошла кроз критичне фазе индустријске диверзификације. Оне су се првенствено огледале у улагање у услужни сектор и високу технологију.
Велика загађења ваздуха и воде Рурске области су у највећем делу ствар прошлости.
Јануара 1923. француска војска је окупирала Рурску област што је био одговор на немогућност отплаћивања ратних репарација Немачке Француској после Првог светског рата. Немачке власти су одговориле „пасивним отпором“, што је значило да угљенокопачи и радници на железници одбијају послушност према окупационим снагама. Финансијски резултати овог отпора су руинирали немачке финансије и пасивни отпор је престао крајем 1923. године. За време Другог светског рата савезници су организовали специјалну кампању опкољавања и заузимања Рурске области. Оваква акција је резултовала предају целе области, као и неколико хиљада војника Вермахта. Формиран је тзв. „Рурски џеп“. Током Хладног рата, предвиђало се да ће Црвена армија продрти у западну Европу и да ће јој главна мета бити Рурска област.

## Миграције
У 19. веку Рурску област је населило преко милион Пољака из источне Пруске и Шлезије. Готово сви њихови потомци данас говоре немачки и изјашњавају се као Немци. Од старих корена остала су им само пољска презимена.
Године 1900. главне насеобине пољске мањине су биле:
- Округ Гелзенкирхен (провинција Вестфалија) 13,1%
- Округ Бохум (провинција Вестфалија) 9,1%
- Округ Дортмунд (провинција Вестфалија) 7,3%
- Град Гелзенкирхен (провинција Вестфалија) 5,1%